# Andronik Kamater
Andronik Kamater (gr.:  Ἀνδρόνικος Καματηρός,) – teolog bizantyński, autor traktatu polemizującego z Łacinnikami i Armeńczykami, zatytułowanego Święty arsenał.

## Życie
Andronik Kamater działał w II połowie XII wieku. Był spokrewniony przez matkę z dynastią panującą. Za panowania Manuela I Komnena piastował wysokie godności eparchy Konstantynopola i wielkiego drungariosa.

## Twórczość
Za namową cesarza Manuela I, Kamater napisał w latach siedemdziesiątych XII wieku traktat  polemiczny Święty arsenał (Hierá hoplothéke). Traktat rozpoczyna pochwała cesarza, jemu zresztą przypisał Kamater autorstwo całego dzieła, wyjąwszy wstęp i zakończenie, które wraz z przepisaniem całości uważał za swoją zasługę. Utwór zawiera polemikę z Łacinnikami i Armeńczykami w sprawach wiary. Utwór ma formę dialogu. W pierwszej jego części cesarz rozmawia z kardynałami rzymskimi na temat pochodzenia Ducha Św. Rozmowa została oparta na cytatach z dzieł Ojców Kościoła.   Cytaty zaś zostały dobrane w ten sposób, by wspierały grecki punkt widzenia. Kamater korzysta z wrogich Łacinnikom pism Focjusza, Nicetasa z Bizancjum, Eustracjusz z Nicei, Eutymiusza Zygabena i Mikołaja z Metony. W drugiej części utworu, cesarz polemizuje z monofizytami i monoteletami. Z dyskusji zawsze wychodzi zwycięsko. Dzieło charakteryzuje się dużym artyzmem literackim. Cenili je zarówno przeciwnik ideowy Kamatera patriarcha Jan XI Bekkos, jak i jego zwolennik, Jerzy Pachymeres.